# Lipiec (województwo pomorskie)
Lipiec (niem. Lippitz) – wieś w Polsce położona w województwie pomorskim, w powiecie sztumskim, w gminie Stary Dzierzgoń nad rzeką Dzierzgoń. W skład sołectwa wchodzą również  Kołtyniany, Królikowo, Pogorzele i Pudłowiec.
| SIMC    | Nazwa      | Rodzaj    |
| ------- | ---------- | --------- |
| 0156883 | Kołtyniany | część wsi |

W latach 1975–1998 miejscowość administracyjnie należała do województwa elbląskiego.
Wieś wzmiankowana w dokumentach z roku 1249, jako wieś pruska na 23 włókach. Pierwotna nazwa wsi to Lyopiz. W roku 1782 we wsi odnotowano 12 domów (dymów), natomiast w 1858 w 6 gospodarstwach domowych było 97 mieszkańców. W latach 1937–39 było 108 mieszkańców. W roku 1973 wieś należała do powiatu morąskiego, gmina Stary Dzierzgoń, poczta Myślice.